# Sulcophanaeus leander
Sulcophanaeus leander är en skalbaggsart som beskrevs av Waterhouse 1891. Sulcophanaeus leander ingår i släktet Sulcophanaeus och familjen bladhorningar. Inga underarter finns listade i Catalogue of Life.